# Anepsion depressum
Anepsion depressum là một loài nhện trong họ Araneidae. Chúng được Tord Tamerlan Teodor Thorell miêu tả năm 1877.

## Phân loài
- Anepsion depressum birmanicum, Thorell, 1895